# Грей-Форест (Техас)
Грей-Форест (англ. Grey Forest) — місто (англ. city) в США, в окрузі Беар штату Техас. Населення — 492 особи (2020).

## Географія
Грей-Форест розташований за координатами 29°36′56″ пн. ш. 98°41′0″ зх. д. / 29.61556° пн. ш. 98.68333° зх. д. (29.615672, -98.683250).  За даними Бюро перепису населення США в 2010 році місто мало площу 1,86 км², з яких 1,86 км² — суходіл та 0,00 км² — водойми.

## Демографія
Згідно з переписом 2010 року, у місті мешкали 483 особи в 213 домогосподарствах у складі 136 родин. Густота населення становила 260 осіб/км².  Було 235 помешкань (126/км²).
Расовий склад населення:
| - 94,6 % — білих - 1,2 % — азіатів - 0,6 % — корінних американців - 0,6 % — чорних або афроамериканців - 1,2 % — осіб інших рас |

До двох чи більше рас належало 1,7 %. Частка іспаномовних становила 14,5 % від усіх жителів.
За віковим діапазоном населення розподілялося таким чином: 15,1 % — особи молодші 18 років, 65,6 % — особи у віці 18—64 років, 19,3 % — особи у віці 65 років та старші. Медіана віку мешканця становила 49,6 року. На 100 осіб жіночої статі у місті припадало 94,8 чоловіків;  на 100 жінок у віці від 18 років та старших — 90,7 чоловіків також старших 18 років.
Середній дохід на одне домашнє господарство  становив 92 686 доларів США (медіана — 72 000), а середній дохід на одну сім'ю — 106 905 доларів (медіана — 100 313). За межею бідності перебувало 4,3 % осіб, у тому числі 5,4 % дітей у віці до 18 років та 4,0 % осіб у віці 65 років та старших.
Цивільне працевлаштоване населення становило 247 осіб. Основні галузі зайнятості: освіта, охорона здоров'я та соціальна допомога — 26,7 %, роздрібна торгівля — 14,6 %, мистецтво, розваги та відпочинок — 13,8 %.